# 완도 신흥사 목조약사여래좌상
완도 신흥사 목조약사여래좌상(莞島 新興寺 木造藥師如來坐像)은 대한민국 전라남도 완도군 완도읍 군내리에 있는 조선시대의 불상이다. 2000년 12월 29일 전라남도의 문화재자료 제213호로 지정되었다.

## 개요
완도군 완도읍 군내리 신흥사에 모셔진 약사여래좌상이다. 이 불상은 원래 해남 대흥사 소속암자인 심적암(深寂庵)에 있었던 것인데 초의스님이 현 대광명전에 옮겨 모셨으며, 그 뒤 응송(박영희)스님이 신흥사로 옮겨 봉안한 것이다.
불상에서 나온 복장물의 발원문에 의하면 불상 명칭은 약사여래좌상으로 호칭되었고 1628년에 처음 조성하였으며 1802년 중수, 1845년 개금불사, 1865년 중수개금을 하였음을 알 수 있다.
이 불상의 조성연대는 1628년으로, 임진왜란의 혼란기를 지나서 서서히 불상조성이 다시 살아나는 시기의 불상이라는 점, 그리고 이 불상의 양식이 아직까지는 조선전기의 전통을 계승하고 있음을 엿볼 수 있으며 이러한 양식이 조선후기, 즉 18∼19세기 불상에 어떤 양식으로 변천해 가는가를 연구하는데 하나의 표준이 되고 있다.
조선시대 불상으로 그 조성연대를 알 수 있어 불상 편년사 연구에 중요한 자료로 평가된다.

## 참고 문헌
- 완도신흥사목조약사여래좌상 - 국가유산청 국가유산포털